# Calanus helgolandicus
Espèce
Calanus helgolandicus est une espèce de crustacés copépodes de la famille des Calanidae, faisant partie du zooplancton.